# Morro do Castelo (Mucugê)
Morro do Castelo (originalmente Morro da Lapinha) é uma grande elevação existente no Vale do Pati, dentro do Parque Nacional da Chapada Diamantina, no município brasileiro de Mucugê, região central do estado da Bahia. Seu topo está a 1 280 metros, sendo o ponto culminante do Vale.
Em seu meio existe uma caverna, com extensão de 800 m, não muito comum pela altitude em que foi formada, e que atravessa toda a extensão do morro. Em relato ao jornal O Estado de S. Paulo, o repórter Fabio Vendrame comparou a configuração do acidente geográfico com o Castelo de Grayskull, do personagem animado He-Man.
Em 2014 o Morro foi a principal atração de matéria jornalística do programa Globo Repórter, em que o repórter José Raimundo narrava a caminhada pelo Vale do Pati, partindo da Vila de Guiné com destino final em Andaraí. Durante a subida do Morro ele narra algumas peculiaridades da paisagem, como a existência de árvores hoje raras na região, como a canjerana, utilizada na construção de casas. Ali, informa, os guias alertam que a subida é a trilha de mais dificuldade em todo o Pati, um percurso desde a base de cerca de três quilômetros de caminhada. No topo, a matéria registrou existir "uma varanda espetacular (...) cercada por muralhas de pedra magníficas erguidas pelo tempo e o vento e com uma vista além da imaginação".
O nome de "castelo" teria sido dado pelos "hippies" que frequentavam a Chapada antes da implantação do turismo, pois não existia esse referencial na população local; entre os chamados "patizeiros" (moradores do Vale do Pati) é denominado de "Morro da Lapinha".